# Anaco
Anaco è una città del Venezuela situata nello stato federato di Anzoátegui.